# Víctor Mederos
Víctor Mederos (Santa Clara, Cuba, 8 de junio de 2001) es un jugador profesional cubano de béisbol que se desempeña en la posición de lanzador en Los Angeles Angels, equipo de las Grandes Ligas de Béisbol (MLB).

## Carrera
En 2023, Mederos hizo su debut en la MLB con el equipo Los Angeles Angels, donde lleva jugando dos temporadas.